# Municipio de Juan N. Méndez
El municipio de Juan N. Méndez es uno de los 217 municipios que conforman al estado mexicano de Puebla. Fue fundado en 1895 y su cabecera es el pueblo de Santa Isabel Atenayuca.

## Geografía
El municipio abarca un área de 225.48 km². Tiene colindancia al norte con los municipios de Molcaxac, Xochitlán Todos Santos y el municipio de Tlacotepec de Benito Juárez, al sur con el municipio de Coyotepec y Atexcal, al este con Tehuacán y al oeste con Ixcaquixtla y Tepexi de Rodríguez.

## Demografía
De acuerdo al último censo, realizado por el INEGI en 2010, en el municipio hay una población total de 5223 habitantes, dándole una densidad de población aproximada de 23 habitantes por kilómetro cuadrado.